# Dzień Tkaczki

Propozycja Logo Dnia Tkaczki.

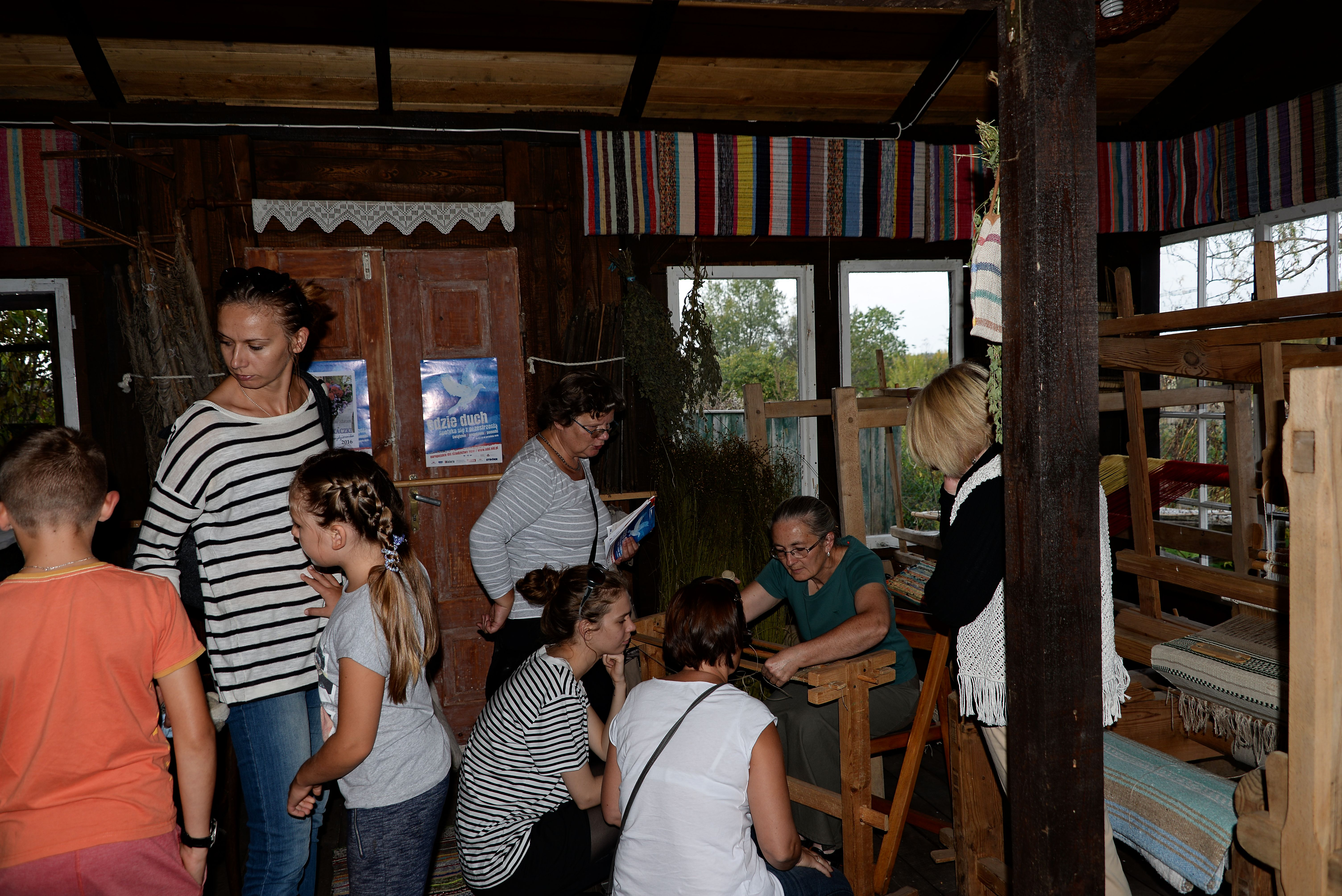
Obchody Dnia Tkaczki w Muzeum Dawnej Wsi „Domek Tkaczki”

Dzień Tkaczki (Dzień Tkacza) – impreza cykliczna, odbywająca się w każdą pierwszą sobotę października. Podczas dnia tkaczki zazwyczaj odbywają się pokazy i warsztaty tkackie. Październik jest miesiącem, którego nazwa pochodzi od słowa paździerze, oznaczającego odpadki z obrabianego lnu. To właśnie w tym miesiącu przygotowywano lniane włókna. Stąd Dzień Tkaczki obchodzony jest właśnie w październiku.
Ideę Dnia Tkaczki wymyśliła Urszula Wolska dyrektor Muzeum Dawnej Wsi „Domek Tkaczki”. Po raz pierwszy obchodzony był w gminie Bliżyn w 2008 roku. Zorganizowany został przez panią Urszulę wraz ze Stowarzyszeniem RDEST z Bliżyna, którego była ówczesnym prezesem.
Od 2013 roku dzień ten ma zasięg ogólnopolski, organizowany był w Łodzi, Zgierzu, Poznaniu, na Podlasiu, Bełchatowie, Kielcach, czy w trójmieście.
W 2019 roku powstała propozycja logo Dnia Tkaczki, zaprojektowana przez Jakuba T. Jankiewicza.